# ドンブロフスキのマズルカ
ドンブロフスキのマズルカ（ポーランド語: Mazurek Dąbrowskiego）は、ポーランドの国歌。ユゼフ・ヴィビツキ（Józef Wybicki）作詞。「ポーランドは未だ滅びず（Jeszcze Polska nie zginęła）」の名でも呼ばれる。
かつて、作曲者はポーランドの大貴族で作曲家のミハウ・クレオファス・オギンスキと推定されたが、現在では否定されている。楽曲はかつてのユーゴスラビア社会主義連邦共和国及びユーゴスラビア連邦共和国、セルビア・モンテネグロの国歌であった「スラヴ人よ」にも使われている（「スラヴ人よ」の場合は、「ドンブロフスキのマズルカ」よりもテンポが遅く、メロディが強調されている）。
この歌は第3次ポーランド分割によって共和国が全ての領土を失ってから2年後、1797年にヤン・ヘンリク・ドンブロフスキ将軍が率いる亡命ポーランド人部隊の軍歌として書かれたものだが、この抵抗歌が第一次世界大戦後にポーランド国歌として定着した。
なお、このときの亡命ポーランド人部隊は共和国復興のためにフランスのナポレオン・ボナパルトに協力して対オーストリア戦を戦ったため、歌詞中にボナパルトの名が登場する。その後、ポーランド人部隊はナポレオンの指揮下で各地を転戦しながら数々の戦功をあげ、後のワルシャワ公国の建国へとつながっていくのであった。

## 歌詞
| Jeszcze Polska nie zginęła, Kiedy my żyjemy. Co nam obca przemoc wzięła, Szablą odbierzemy. (リフレイン, 2回) Marsz, marsz, Dąbrowski, Z ziemi włoskiej do Polski. Za twoim przewodem Złączym się z narodem. Przejdziem Wisłę, przejdziem Wartę, Będziem Polakami. Dał nam przykład Bonaparte, Jak zwyciężać mamy. (リフレイン, 2回) Jak Czarniecki do Poznania Po szwedzkim zaborze, Dla ojczyzny ratowania Wrócim się przez morze. (リフレイン, 2回) Już tam ojciec do swej Basi Mówi zapłakany – Słuchaj jeno, pono nasi Biją w tarabany. (リフレイン, 2回) | ポーランドは未だ滅びず、 我らが生きるかぎり。 同盟軍が我らから取り上げたものを、 我らはサーベルで取り戻す。 (リフレイン, 2回) 進め、進め、ドンブロフスキ、 イタリアからポーランドまで あなたの指揮下で 我らは再び国民となる。 我らはヴィスワ川とヴァルタ川を渡り ポーランド人とならん。 ボナパルトは我らに例を与えり いかにして勝つかの (リフレイン, 2回) チャルニェツキはポズナンへと戻った スウェーデンの占領の後に、 我らの祖国を救うために 我らもまた海を渡り帰って来ん。 (リフレイン, 2回) ある父は、涙して、 彼の娘バーシアに言う 「聞くがよい、我らが息子たちは タラバン軍鼓を打ち鳴らしているという」。 (リフレイン, 2回) |